# Министър-председател на Словакия
Министър-председателят на Словакия (на словашки: Predseda vlády Slovenskej republiky) е глава на правителството в страната. Мандатът му се определя от парламента, а той се назначава от президента на страната.
Официално министър-председателят е третият висш конституционен служител в Словакия след президента (който го назначава) и председателя на Националния съвет. На практика министър-председателят е водещата политическа фигура в страната.
От създаването на длъжността през 1969 г. петнадесет различни души са ръководители на правителството. От 1993 г., когато Словакия получава независимост, девет души са заемали този пост.
Настоящ министър-председател е Роберт Фицо, който е назначен на 25 октомври 2023 г.

## История
Длъжността на министър-председателя на Словакия е създадена през 1969 г. с Конституционния акт за Чехословашката федерация. Подобна длъжност е съществувала от 1918 г., когато различни служители са председателствали изпълнителни органи, управляващи словашката част на Чехословакия или словашката република.

## Правомощия и роля
Тъй като Словакия е парламентарна република, министър-председателят се отчита пред Националния съвет. Словашката конституция предвижда, че при встъпването си в длъжност всеки министър-председател трябва да спечели и след това да запази доверието на парламента. Веднага след като министър-председателят загуби доверието, президентът е длъжен да го освободи от длъжност и да назначи нов министър-председател или да възложи на освободения министър-председател да изпълнява функциите на временно изпълняващ длъжността с ограничени правомощия.
В Словакия съществува също длъжността „определен министър-председател“. Това е неофициална титла за лице, на което президентът на Словашката република е поверил съставянето на ново правителство и заместването на премиера, който е в оставка. Това наименование, както и упълномощаването на президента да натовари „определения“ министър-председател, не се определя със закон, а е законова или по-точно конституционна традиция. Според тази традиция президентът определя лице, което има подкрепата на мнозинството от депутатите в Националния съвет.

## Списък на министър-председателите
| #   | Име              | Мандат      | Политическа партия                                                            |
| --- | ---------------- | ----------- | ----------------------------------------------------------------------------- |
| 1.  | Владимир Мечяр   | 1992 – 1994 | Движение за демократична Словакия                                             |
| 2.  | Йозеф Моравчик   | 1994 – 1994 | Демократичен съюз на Словакия                                                 |
| 3.  | Владимир Мечяр   | 1994 – 1998 | Движение за демократична Словакия                                             |
| 4.  | Микулаш Дзуринда | 1998 – 2006 | Словашка демократическа коалиция / Словашки демократически и християнски съюз |
| 5.  | Роберт Фицо      | 2006 – 2010 | Посока – социална демокрация                                                  |
| 6.  | Ивета Радичова   | 2010 – 2012 | Словашки демократически и християнски съюз – Демократическа партия            |
| 7.  | Роберт Фицо      | 2012 – 2018 | Посока – социална демокрация                                                  |
| 8.  | Петер Пелегрини  | 2018 – 2020 | Посока – социална демокрация                                                  |
| 9.  | Игор Матович     | 2020 – 2021 | Обикновени хора и независими личности                                         |
| 10. | Едуард Хегер     | 2021 – 2023 | Обикновени хора и независими личности                                         |
| 11. | Лудовит Одор     | 2023        | независим                                                                     |
| 12. | Роберт Фицо      | 2023 –      | Посока – социална демокрация                                                  |